# داگلاس اف۴دی اسکای‌ری
داگلاس اف۴دی اسکای‌ری (به انگلیسی: Douglas F4D Skyray) یک هواپیمای ساختِ کارخانهٔ شرکت هواپیماسازی داگلاس در کشور ایالات متحده آمریکا است که در سال ۱۹۵۰–۱۹۵۸ ساخته شد. نخستین استفاده‌کنندهٔ این هواپیما نیروی دریایی ایالات متحده آمریکا بوده‌است. این هواپیما برای نخستین بار در ۲۳ ژانویه ۱۹۵۱ میلادی مورد استفاده قرار گرفت.